# Prefectura Okayama
Prefectura Okayama (岡山県 Okayama-ken?) este o prefectură în Japonia.

## Geografie

Harta prefecturii Okayama

### Municipii
Prefectura cuprinde 15 localități cu statut de municipiu (市):

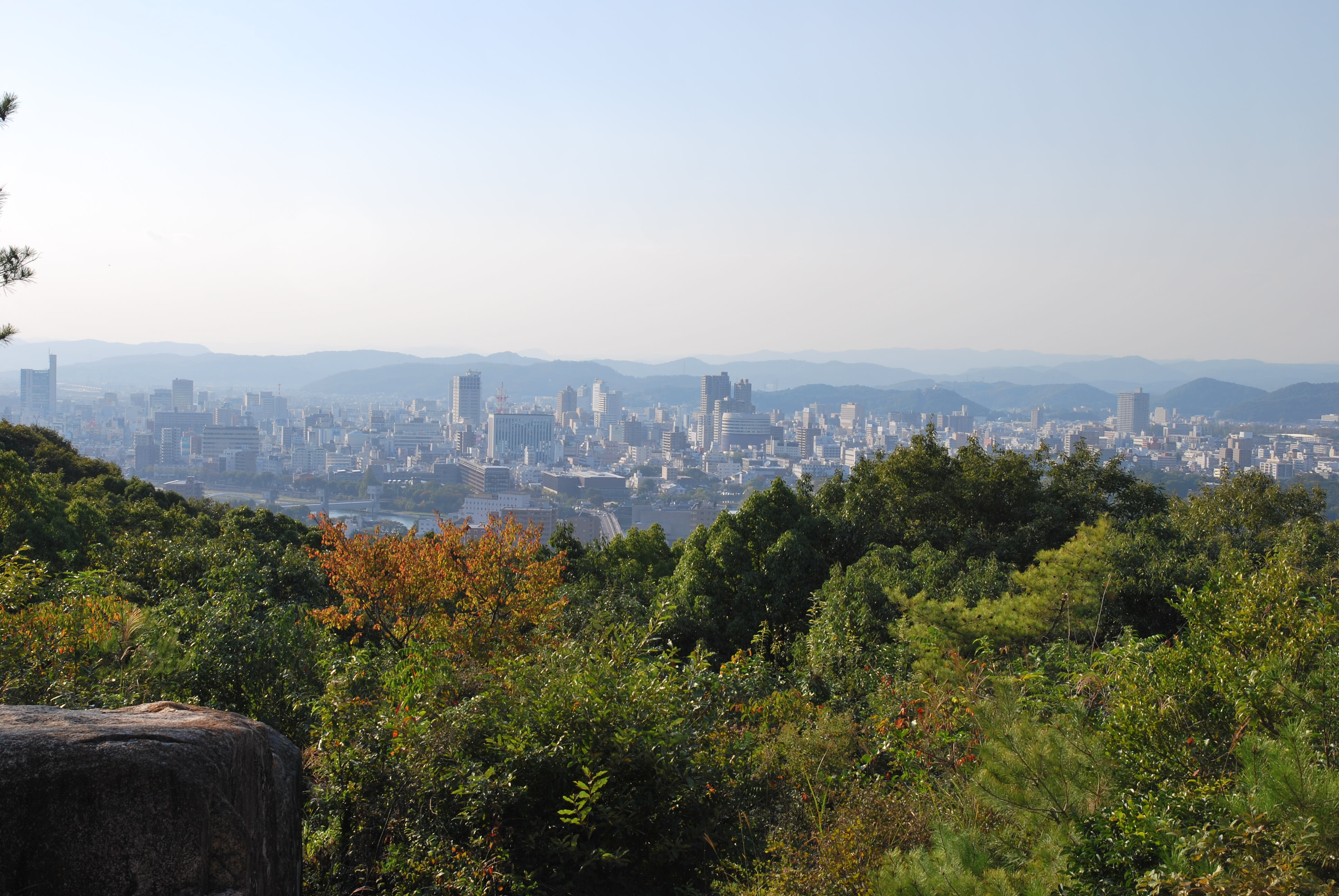
Municipiul Okayama

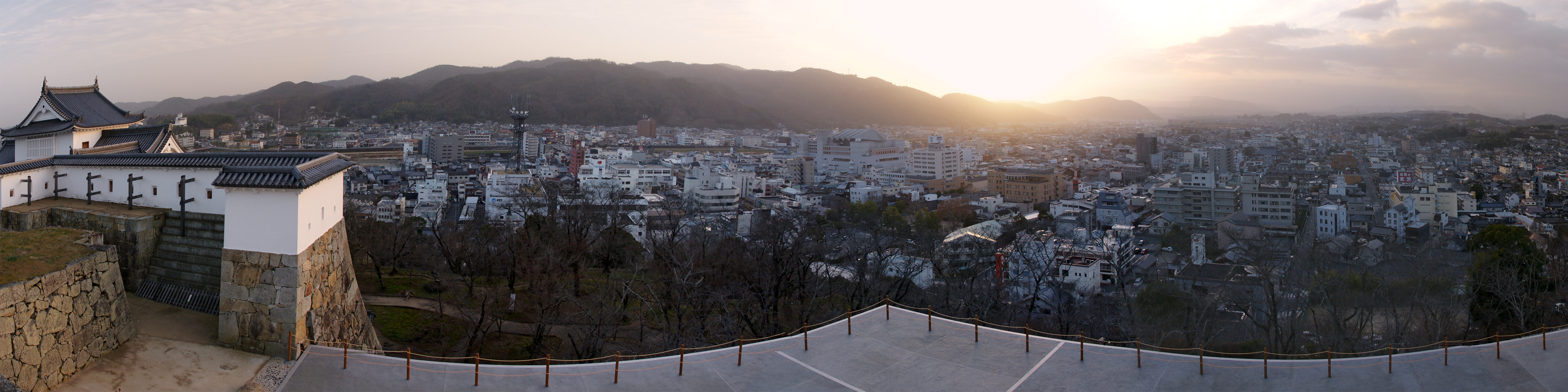
Tsuyama

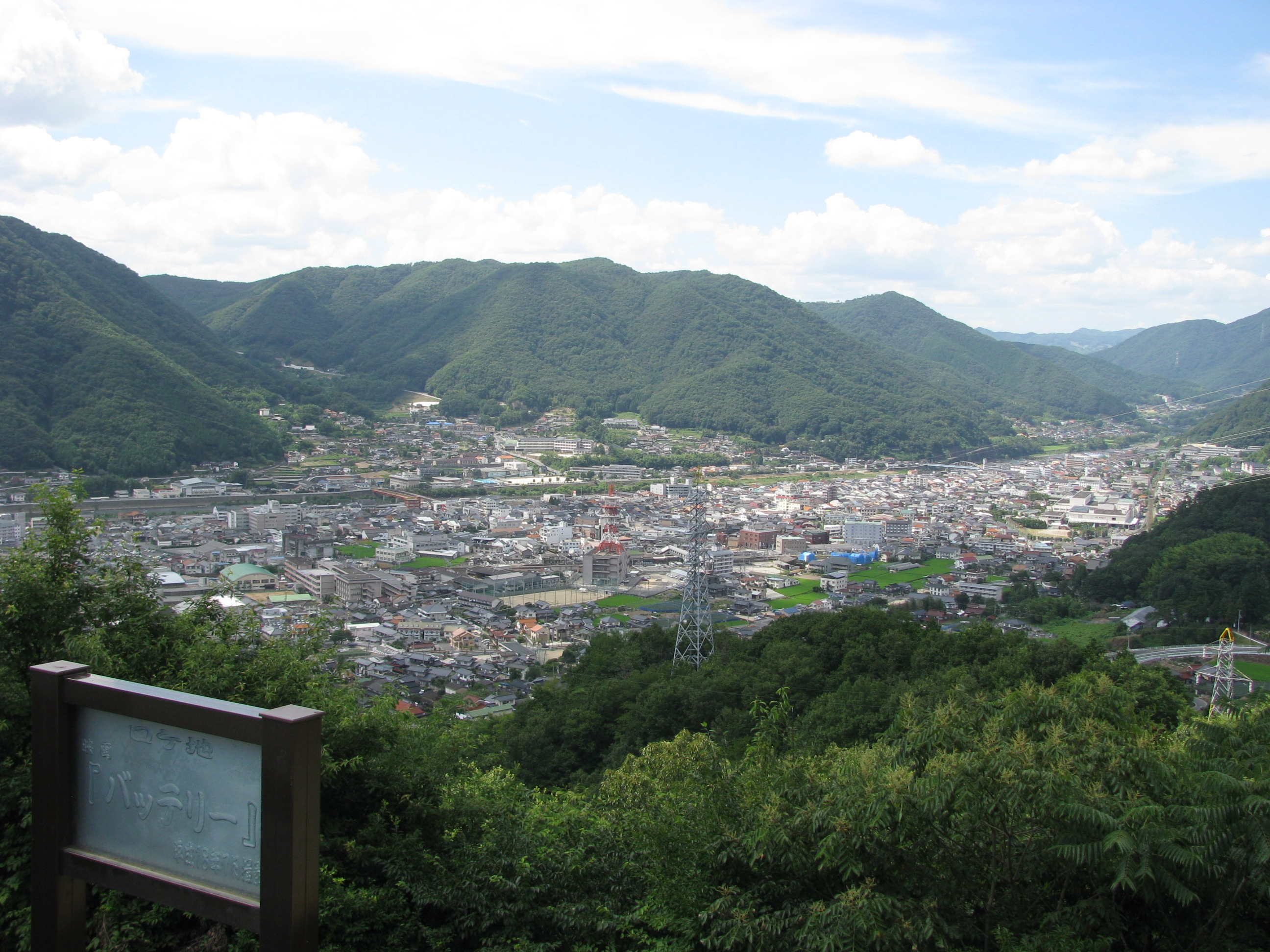
Takahashi

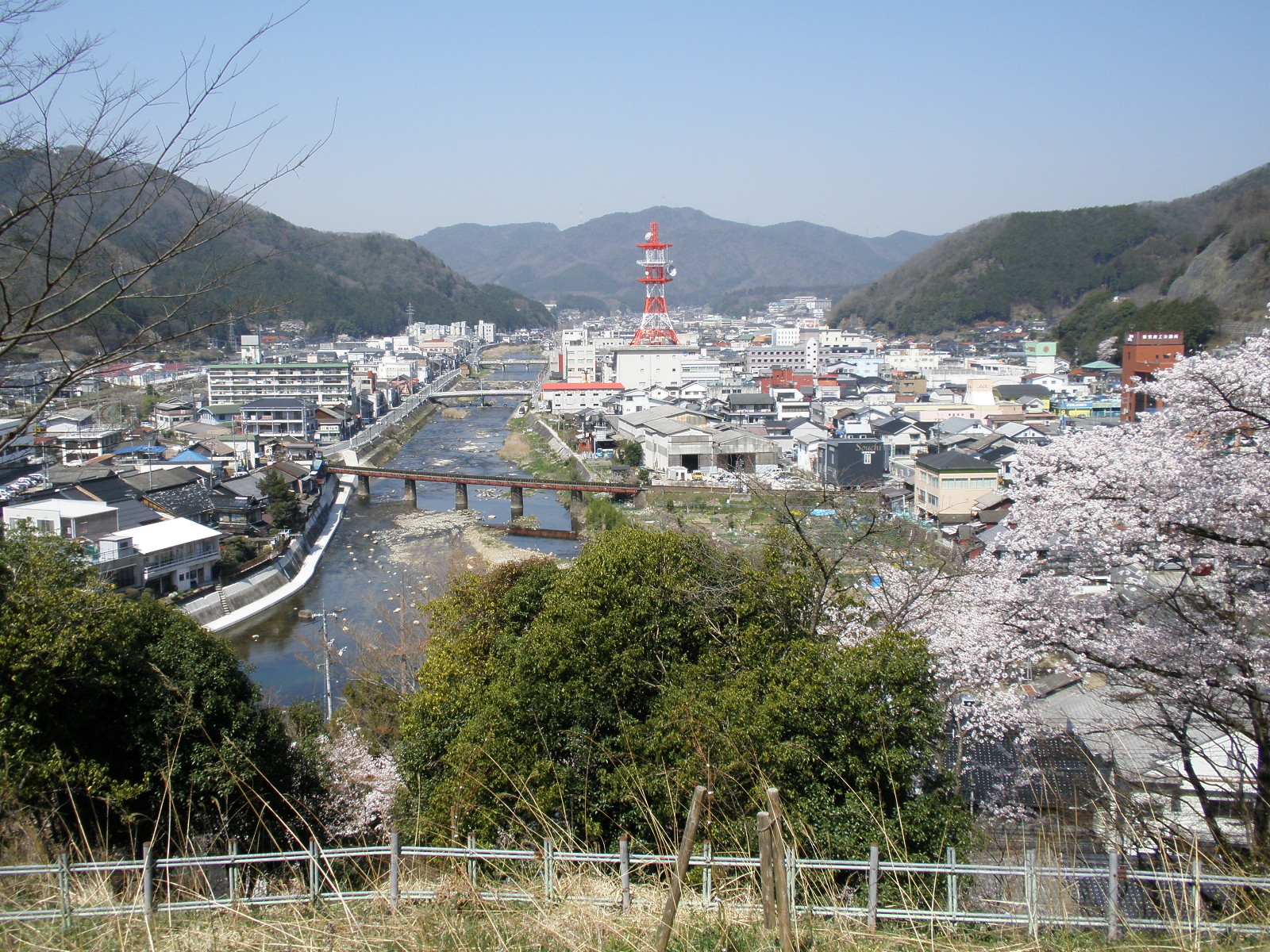
Niimi

| - Akaiwa - Asakuchi - Bizen - Ibara | - Kasaoka - Kurashiki - Maniwa - Mimasaka | - Niimi - Okayama (centrul prefectural) - Setouchi - Sōja | - Takahashi - Tamano - Tsuyama |

1. ↑   (PDF) https://megalodon.jp/2023-0312-1652-22/https://www.pref.okayama.jp:443/uploaded/attachment/323025.pdf, arhivat din original la |archive-url= necesită |archive-date= (ajutor) Lipsește sau este vid: |title= (ajutor)